# Rupert Wildt
Rupert Wildt (Munique, 25 de junho de 1905 — Orleans (Massachusetts), 9 de janeiro de 1976) foi um astrônomo alemão naturalizado estadunidense. Em 1932 estudou o espectro de Júpiter, identificando bandas de absorção como sendo compostos ricos em hidrogênio, metano e amônia, cuja composição era similar ao do Sol e de outras estrelas.

## Vida
Ele nasceu em Munique, Alemanha, e cresceu naquele país durante a Primeira Guerra Mundial e suas consequências. Em 1927 ele foi premiado com o doutorado da Universidade de Berlim,  ingressou na Universidade de Göttingen, especializando-se nas propriedades de atmosferas.
Em 1932, ele estudou os espectros de Júpiter e outros planetas externos, e identificou certas bandas de absorção como pertencentes aos compostos ricos em hidrogênio de metano e amônia. A composição parecia consistente com uma composição semelhante ao sol e outras estrelas.
Partindo do princípio de que a atmosfera era composta por esses gases, durante as décadas de 1940 e 1950, ele construiu um modelo da estrutura desses planetas. Ele acreditava que o núcleo dos planetas é sólido e composto de uma mistura de rocha e metal, coberto por uma espessa camada externa de gelo, sobreposta por uma densa atmosfera. Seu modelo ainda é amplamente aceito.
Em 1934, ele emigrou para os Estados Unidos e tornou-se assistente de pesquisa na Universidade de Princeton de 1937 a 1942. Ele então se tornou professor assistente na Universidade da Virgínia até 1947, antes de ingressar no corpo docente da Universidade de Yale.
Em 1937, ele propôs que a atmosfera de Vênus fosse composta de uma névoa de formaldeído. Suas observações da atmosfera não encontraram nenhuma água na época, mas medições posteriores baseadas em balões mostraram água na atmosfera e então sua proposta foi abandonada. Em 1940, no entanto, ele também formulou a hipótese de que o dióxido de carbono na atmosfera venusiana prendia o calor, um fenômeno mais tarde chamado de efeito estufa.
Em 1939, ele demonstrou que a principal fonte de opacidade óptica na atmosfera do Sol é o Ânion hidrogênio, e, assim, a principal fonte de luz visível para o Sol e as estrelas.
De 1965 a 1968 foi presidente da Associação de Universidades para Pesquisa em Astronomia. No período 1966-1968 ele também ocupou o cargo de presidente do departamento de astronomia de Yale, e de 1973 até sua morte foi professor emérito. Ele morreu em Orleans, Massachusetts.